# Biroina vernalis
Biroina vernalis är en tvåvingeart som först beskrevs av Richards 1973.  Biroina vernalis ingår i släktet Biroina och familjen hoppflugor. Inga underarter finns listade i Catalogue of Life.